# 青山浩志
青山 浩志（あおやま ひろし、1970年12月4日 - ）は、兵庫県芦屋市出身のシンガーソングライターである。　血液型・A型。

## 経歴
- 1989年、兵庫県立宝塚北高等学校を演劇科の2期生として卒業。
- 1994年、月1〜2回のペースで心斎橋筋二丁目劇場においてお笑いの合間にライブを行った。当初はBLUESTONEというバンドで出演していたため解散後もBLUESTONE青山浩志として出演していた。当時の出演者の中にはポルノグラフィティも居た。
- 1996年にBURST FRUITSを結成し翌1997年、フジテレビ系列の昼の連続ドラマ『砂の城』主題歌「愛してる」でデビュー。BURST FRUITSとしてはシングル3枚アルバム1枚を発表した後、2000年3月26日京都の都雅都雅でのライブを最後に解散しソロ活動を再開。現在も精力的に活動を続けている。
- 2011年、東日本大震災復興チャリティーユニット・ピース&ふぁみりーに 都啓一、久宝留理子、ダイナマイトしゃかりきサ〜カス、和教（少年カミカゼ）、コング桑田、ワタナベフラワーらとともに参加。

2012年12月20日武田和歌子のぴたっとの《中継ちょばーん》のコーナであおやま菓匠の主人であると告白。

## だから…ライヴ
- 種浦マサオ、JUN、勝詩らとのジョイントライヴ。毎回他の出演者の歌を１曲アレンジして自分のライブ中に歌う。「だから…」シリーズの名称で人気を博している。

1. 2002年4月26日「春だから…」
2. 2002年9月12日「もうすぐ秋だから…」
3. 2003年2月9日「寒い夜だから…」
4. 2003年7月12日「夏だから…」
5. 2004年5月20日「ひさしぶりだから…」
6. 2004年9月9日「残暑だから…」
7. 2005年2月26日「もうすぐ春だから…」
8. 2005年5月4日「国民の休日だから…」
9. 2006年5月17日「一年ぶりだから…」
10. 2006年10月12日「10回記念だから…」
11. 2015年12月19日「復活だから!淳の部屋だから…?!』

## ディスコグラフィ

### シングル
1. 夏空ジェットコースター 2001年7月15日
  - トラウマ / 夏の夜の秘密 / 10時5分の快速電車 / Teenager / 1.2.3.4.5（Secret Track）
2. 夏空ビーチクルーザー 2002年7月26日
  - 永遠のお休み / 冒険手帳
3. 夏空日記 2003年8月2日
  - 何しろこの夏は散らかっている。 / 7月7日の願いごと / 夏と虫かご / 今でもこの夏は散らかったまま。
4. 空中遊泳 2004年7月17日
  - 積乱の城 / 想い出8mmフィルム / この夏やっとわかった事とまだわからないままの事 / さよならつめたく冷えた夏
5. ベランダのTシャツ 2005年7月30日
  - ベランダのTシャツ / 星のうた / 歩き人 / 夢見ていたい
6. Cycle 2006年7月1日
  - ハッピーマン / 硝子の石 / 導火線
7. 夏の置手紙 2007年9月9日
  - サンゴの涙 / 月の夜の夢見心地 / 林檎ナル道 / 夏の置手紙
8. シャボン玉エブリデー 2008年9月6日
  - 永遠の一秒 / 記念日 / さんぽ / ストロー
9. ダイナモ 2009年9月5日
  - ダイナモ / ツバメ / 頭の上の豆電球 / アウトロ

### アルバム
1. 親愛ナル明日ノ為ニ。 2001年2月28日
  - プロローグ〜愛するあなたへ〜 / この存在の曖昧さ / 誘惑のキャンディー / あいたくて / 僕にできること / 世の中の蛙 / 蛹 / もみの木 / 未完成 / エピローグ〜愛するあなたへ〜
2. IVORY 2003年6月4日
  - はじまりの詩 / ダンデライオン / トラウマ / さよならを勇気にかえて / 精一杯の強がりで / 欲望の翼 / 太陽 / 幸せのかたち / 冒険手帳 / ハッピーアイスクリーム

### オムニバス
1. Banana DE EEYAN VOL.2 1995年7月21日
  - まずはいちから
2. A-BAND BACKER 2006年2月20日
  - 結び目だらけの赤い糸

### コラボレーション
1. ココロのうた（2011年10月） - ピース&ふぁみりー名義

## 主な出演作品

### TV
- 「スウィートデビル」テレビ朝日（1998年）

## 関連動画
- 「愛してる」BURST FRUITS
- 「After Image」BURST FRUITS
- 「スタイル」BURST FRUITS
- 「MY LIFE↑」BURST FRUITS
- 「磨りガラスの向こう」BURST FRUITS